# Les Genettes
Les Genettes ist eine französische Gemeinde mit 162 Einwohnern (Stand: 1. Januar 2022) im Département Orne in der Region Normandie. Sie gehört zum Arrondissement Mortagne-au-Perche und zum Kanton Tourouvre au Perche. 

## Lage
Die Gemeinde Les Genettes liegt am oberen Iton in der Landschaft Perche, 18 Kilometer nördlich von Mortagne-au-Perche. Nachbargemeinden von Les Genettes sind Bonnefoi im Nordwesten und Norden, Les Aspres im Nordosten und Osten, Soligny-la-Trappe im Süden sowie Bonsmoulins im Westen.

## Bevölkerungsentwicklung
| Jahr                       | 1962 | 1968 | 1975 | 1982 | 1990 | 1999 | 2011 | 2021 |
| -------------------------- | ---- | ---- | ---- | ---- | ---- | ---- | ---- | ---- |
| Einwohner                  | 163  | 116  | 88   | 91   | 101  | 128  | 177  | 173  |
| Quellen: Cassini und INSEE |      |      |      |      |      |      |      |      |

## Sehenswürdigkeiten

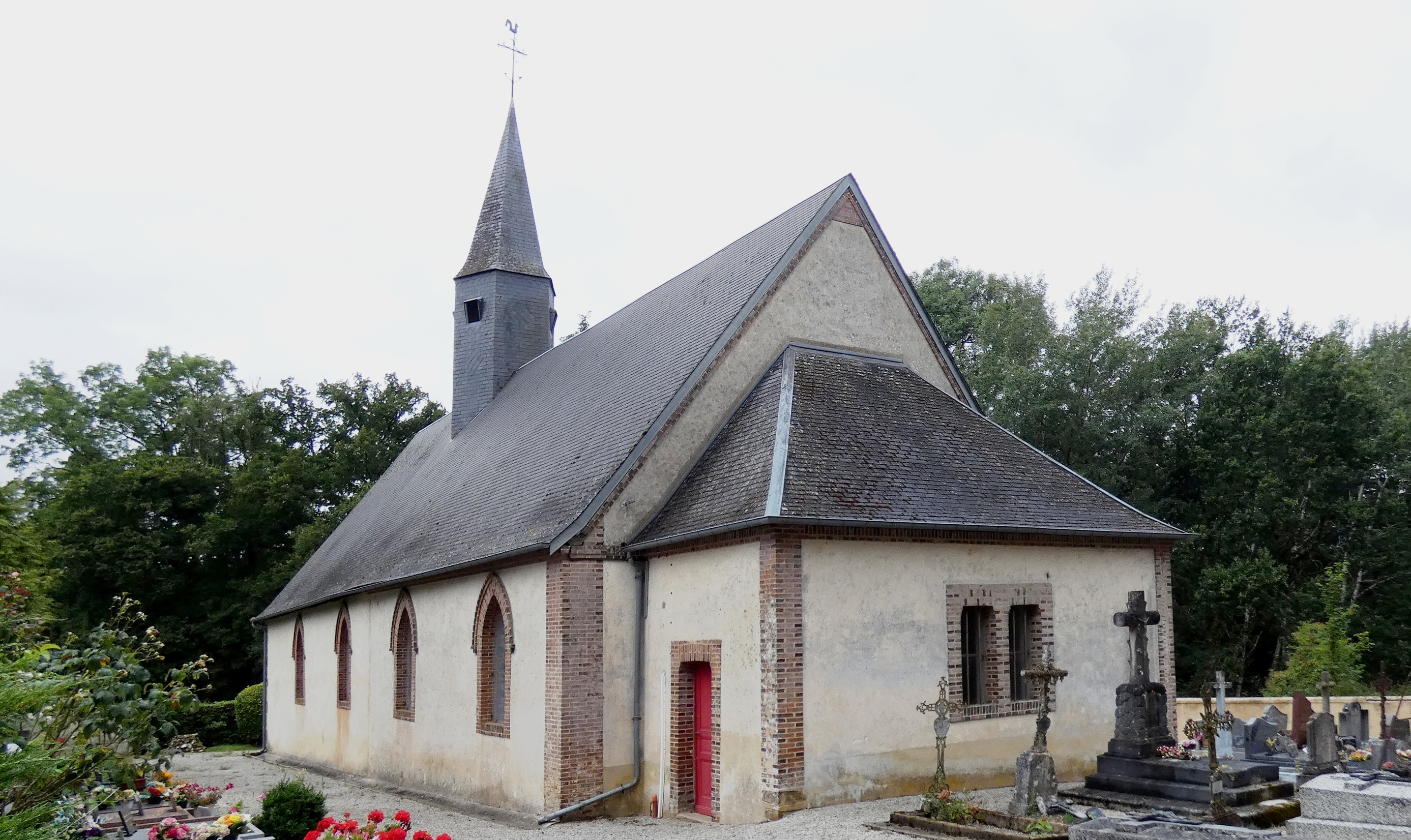
Kirche Saint-Martin

- Kirche Saint-Martin
- Schloss
- Wasserturm